# Alerta Tigre
Alerta Tigre (también conocido como Alerta Tigre 2.0 o Alerta Tigre Global) es el servicio público de seguridad ciudadana del municipio bonaerense de Tigre (Argentina), implementado el 14 de febrero de 2011 por el Intendente Sergio Massa.
Si bien la seguridad es competencia del gobierno de la provincia de Buenos Aires, el sistema busca colaborar con la labor de los organismos provinciales facilitando herramientas que permitan a los habitantes del Partido de Tigre reportar robos y otros hechos de inseguridad, emergencias médicas, incendios y accidentes en la vía pública, a través de un mecanismo de interacción entre los ciudadanos y la estructura de protección ciudadana municipal, que sirve como complemento al teléfono de emergencias 911 operado por la Policía de la Provincia de Buenos Aires.

## Estructura
Para fortalecer la capacidad operativa de las fuerzas de seguridad y del Ministerio Público Fiscal Alerta Tigre posee un sistema de comunicaciones integrado que recibe, administra y transmite las alertas enviadas por los vecinos, despachando los servicios de policía y patrullas municipales, bomberos, ambulancias y defensa civil.

La plataforma recibe y almacena los reportes enviados por los vecinos a través de herramientas de uso cotidiano tales como computadoras personales con conexión a internet, casillas de correo electrónico, teléfonos celulares habilitados para el envío de mensajes de texto (SMS), teléfonos inteligentes con acceso WAP,  lectoras de tarjetas de crédito (LAPOS/Posnet) utilizados en comercios y restaurantes, y Facebook, Twitter y otras redes sociales. Además, recibe también alarmas provenientes de terminales especialmente diseñadas para esta finalidad, incluyendo botones de pánico físicos instalados en escuelas y hospitales, aplicaciones informáticas para Windows y Mac que convierten al teclado de la computadora en un botón de pánico digital que se activa al tipear un código predeterminado, aplicaciones móviles especialmente desarrolladas para Blackberry, Android y iPhone que también transforman al gadget en un botón de pánico portátil, y dispositivos GPS que permiten enviar alertas con coordenadas geográficas desde colectivos de línea en movimiento. Asimismo, las empresas de seguridad privada y los líderes barriales que trabajan en el municipio cuentan con equipos conectados al sistema que les permiten enviar reportes desde sus lugares de trabajo.
El sistema integra también la amplia red de cámaras de seguridad instaladas en el territorio municipal, mediante las cuales se monitorean calles, avenidas, plazas y demás lugares de tránsito público de los distintos barrios y localidades, en tiempo real y durante las veinticuatro horas del día.

### Centro de Operaciones Tigre
El Centro de Operaciones Tigre o COT es la central operativa que gestiona el sistema Alerta Tigre y administra más de 800 cámaras de seguridad con 300 agentes supervisándolas a lo largo de cada jornada, más de 30 móviles municipales y 100 efectivos destinados a reforzar los patrullajes policiales a razón de un vehículo del municipio por cada cuadrícula policial, dispositivos GPS instalados en estos móviles y en los patrulleros y ambulancias que recorren el ejido municipal, y controles rotativos coordinados con la Dirección General de Tránsito, la Policía Bonaerense, Gendarmería Nacional y Prefectura Naval.

## Finalidad
De este modo Alerta Tigre integra herramientas utilizadas cotidianamente por la comunidad, redes de comunicación preexistentes y tecnologías informáticas propias de última generación, que convergen creando un sistema integral de seguridad ciudadana que habilita a cualquier ciudadano registrado a contribuir con la prevención y combate de hechos delictivos y la atención de situaciones de urgencia y emergencia que requieren de la intervención de la autoridad pública.
Además, permite que los funcionarios puedan conocer en tiempo real el estado de situación de la seguridad dentro del municipio que gobiernan y administran, sin necesidad de recurrir a informes técnicos que implican plazos prolongados de elaboración y preparación.